# Fernando Sabino
Fernando Tavares Sabino (ur. 12 października 1923 w Belo Horizonte, zm. 11 października 2004 w Rio de Janeiro) – brazylijski pisarz i dziennikarz.

## Zarys biografii
Już jako nastolatek był autorem tekstów do gazet. Pierwszy zbiór opowiadań (Os grilos não cantam mais) wydał w 1941. Był współpracownikiem czasopisma „Correio da Manhã”. W 1944 osiadł w Rio de Janeiro, ukończył studia prawnicze. Lata 1946–1948 spędził w Nowym Jorku. Uznanie – także poza granicami Brazylii – przyniosła mu opublikowana w 1956 powieść O encontro marcado. Jego dorobek obejmuje ok. 50 pozycji książkowych, był wielokrotnie nagradzany, m.in. w 1980 Nagrodą Jabuti za powieść O grande mentecapto (1979). Jego utwory były ekranizowane. Umarł na nowotwór wątroby.

## Odznaczenia
- Krzyż Wielki Orderu Rio Branco (1985, Brazylia)[1]
- Krzyż Wielki Orderu Zasługi dla Kultury (2004, Brazylia)[2] – pośmiertnie